# Eriswell
Eriswell – wieś w Anglii, w hrabstwie Suffolk, w dystrykcie West Suffolk. Leży 55 km na północny zachód od miasta Ipswich i 106 km na północny wschód od Londynu.